# Jílové u Prahy
Jílové u Prahy è una città della Repubblica Ceca facente parte del distretto di Praha-západ, in Boemia Centrale.